# Салем (Швеция)
Вижте пояснителната страница за други значения на Салем.
Салем (на шведски: Salem) е град в лен Стокхолм, югоизточна Швеция. Главен административен център на едноименната община Салем. Намира се на около 25 km на югозапад от централната част на столицата Стокхолм. На около 6 km на север от Салем се намира езерото Меларен. Населението на града е 14 171 жители според данни от преброяването през 2005 г.